# Rieckvorgebirge
Das Rieckvorgebirge ist ein Vorgebirge an der Pennell-Küste des ostantarktischen Viktorialands. Es ragt auf der Buell-Halbinsel am nordwestlichen Ende der Anare Mountains auf.
Wissenschaftler der deutschen Expedition GANOVEX I (1979–1980) benannten es. Namensgeber ist Udo Rieck (1938–2015), Kapitän des Schiffs MS Schepelsturm bei dieser Forschungsreise.